# Минарет в селе Енбекшидихан
Минарет (каз. Мұнара) — памятник архитектуры конца XIX века в селе Енбекшидихан Сауранского района Туркестанской области. Входит в список памятников истории и культуры местного значения Туркестанской области.

## Архитектура
Представляет собой одиночную башенную постройку. Ранее входил в комплекс мечети, фрагменты которой обнаружены неподалёку, севернее минарета. Сложен из сырцового кирпича. Верхняя часть обрушилась, высота сохранившейся части 8 м, диаметр основания 3,5 м. Круглый, сужающийся к верху ствол башни прорезан изнутри винтовой лестницей, ведущей на верхнюю площадку. В теле башни имеются световой проём и входная дверь.